# Хайнан
Хайнан (на мандарински:海南省; пинин: Hǎinán) e провинция в южната част на Китай, разположена на едноименния остров и още няколко по-малки острови в Южнокитайско море. Административен център и най-голям град в провинцията е град Хайкоу.

## География
Остров Хайнан е разположен в северната част на Южнокитайско море, затварящ от изток залива Бакбо (Тонкински). На север широкият 18,5 km проток Хайнан го отделя от полуостров Лейджоу на континента. Хайнан е най-големият китайски остров с площ 33 920 km². Бреговете му са предимно стръмни с множество малки заливчета. На север е разположена алувиална равнина, а на юг и в централните части ниски и средно високи планини с максимална височина връх Уджишан 1867 m. Климатът е тропичен, мусонен. В равнините средната януарска температура е 16 – 19 °С, а средната юлска – около 29 °С. Годишната сума на валежите варира от 1200 – 1500 mm в равнините до 3000 mm в планините с максимум през лятото. В планините са се запазили мусонни тропически гори (палми, пандануси, камфорово и тунгово дървета, бамбук), а равнини са земеделски усвоени, като се отглежда основно ориз, памук и др. Главен град и пристанище е град Хайкоу, разположен на северното крайбрежие.

## Икономика
Основните селскостопански култури, които се отглеждат на острова, са памук, захарна тръстика, кафе, банани, както и етерично-маслени (напр. камфорово дърво) и каучукови култури. Развити са хранително-вкусовата промишленост и риболовът. Извършва се и добив на железни руди.

## Историческа справка
Основното население на острова в древността са били предците на съвременните народности ли и мяо, които през 2. век пр.н.е. са завоювани от китайците и включени в тяхната държава. От 7. до 12. век в крайбрежните райони усилено се заселват китайски преселници, изтиквайки аборигените в централните планински райони на Хайнан. През цялото това време народностите ли и мяо са се борили против гнета на китайските феодали. Според Чифуската конвенция от 1876 г. цинското правителство на Китай открива на острова пристанището на град Хайкоу за чуждестранна търговия. През 1890 – 91 г. на острова избухва голямо въстание на народността ли против цинската власт. От 1927 до 1936 остров Хайнан се явява един от районите на въоръжена борба под ръководството на Комунистическата партия на Китай против властта на Гоминдана. От 1939 до 1945 г. островът е окупиран от японските войски, против които местното население води партизанска война, а от 1946 до 1949 г. Хайнан става един от районите с активна партизанска война против реакцията на Гоминдана. Пълното освобождаване от Гоминдана става на 30 април 1950 г. в резултат от съвместните действия на Народоосвободителната армия на Китай и местните партизански отряди. През 1952 г. на острова е създаден автономен окръг на народностите ли и мяо, влизащ по това време в провинция Гуандун. На 13 април 1988 г. остров Хайнан е отделен от провинция Гуандун в отделна провинция на Китай, с административен център град Хайкоу.